# The Mystery of Room 29
The Mystery of Room 29 è un cortometraggio muto del 1912 diretto da Otis B. Thayer. Prodotto dalla Selig Polyscope Company su un soggetto di Arthur Preston Hankins, il film aveva come interpreti Frank Weed, Edgar G. Wynn, Charles Clary.

## Trama
Due cercatori d'oro, Cardigan e Tiel, trovano un uomo morto. Avendolo perquisito, trovano la mappa di una miniera d'oro che non è stata ancora registrata e decidono di tenerla per loro. Cardigan la mette in tasca ma di notte viene derubato da Tiel che fugge con la mappa. Il suo socio si mette a cercarlo, rintracciandolo registrato in un albergo, dove ha preso la stanza numero 29. Cardigan prende la stanza adiacente e, la mattina seguente, la cameriera trova Tiel morto.

Le indagini vengono affidate a due detective, Nave e Hardcastle, che interrogano Cardigan, ospite della stanza vicina. Il cercatore nega di aver mai conosciuto il morto, ma perde una busta dalla tasca del cappotto che viene raccolta dai poliziotti. Dentro ci sono scritti i nomi di Cardigan e Tiel. Cardigan allora fugge, inseguito dai due detective. Catturato, confessa il delitto.

## Produzione
Il film fu prodotto dalla Selig Polyscope Company.

## Distribuzione
Distribuito dalla General Film Company, il film - un cortometraggio di una bobina - uscì nelle sale cinematografiche statunitensi il 6 giugno 1912. Venne distribuito anche nel Regno Unito il 29 agosto 1912.